# Елох (Владимирская область)

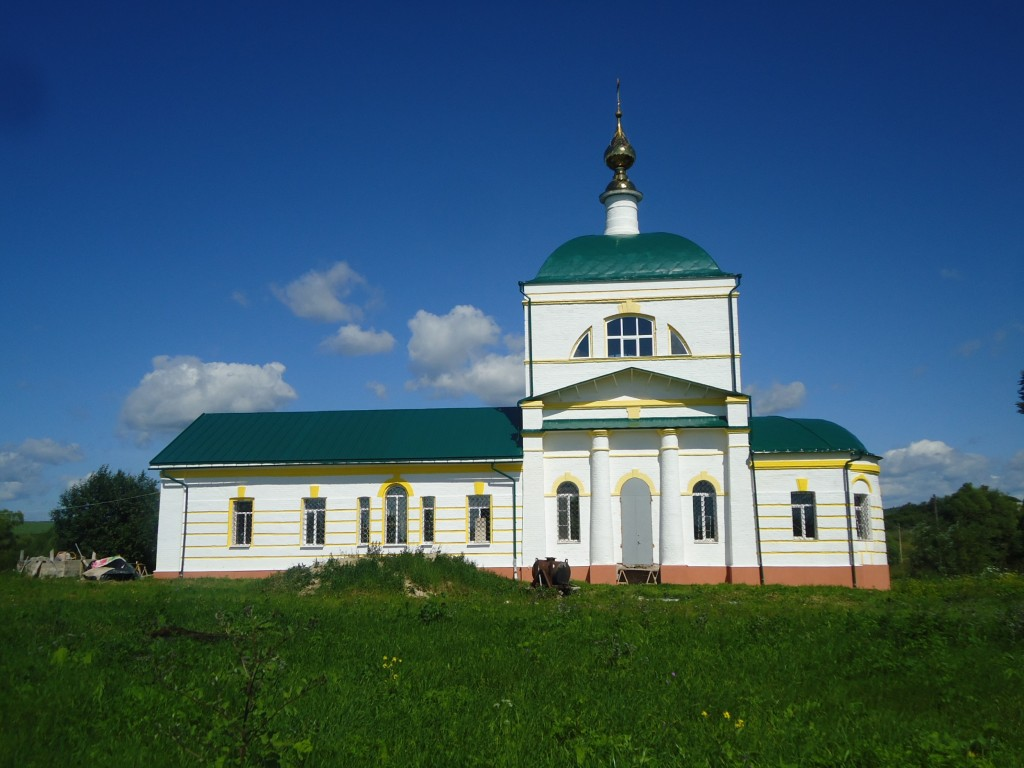
Церковь Иоанна Богослова

Елох — деревня в Юрьев-Польском районе Владимирской области России, входит в состав Красносельского сельского поселения.

## География
Деревня расположена на берегу речки Колокша в 12 км на запад от райцентра города Юрьев-Польский.

## Этимология
Слово «елох» связано со словом «ольха». В некоторых русских диалектах ольху называют «ёлха», «ёльха», а это уже почти созвучно «елоху». К слову, по-украински это дерево зовут «вильха»; по-польски - «олха». А так как ольха растёт в сырых местах, а то и вовсе по болотам, то в ряде областей России словом «елох» стали называть «болото среди леса», «сырой лес».

## История
До 1691 года село значилось дворцовым имением, а в этом году 12 июля, как записано в отказных патриарших книгах, оно отказано боярину Петру и окольничему Василию Лопухиным, а в нём церковь во имя Иоанна Богослова, деревянная, новая. Деревянная церковь в селе стояла до 1834 года. В 1834 году усердием прихожан построена каменная церковь, с таковою же колокольнею. Престолов в церкви три: главный — в честь святого апостола и евангелиста Иоанна Богослова и придельные — во имя святого и чудотворного Николая и во имя праведного Симиона Богоприимца и пророчицы Анны. В 1896 году приход состоял из одного села, в коем числится 70 дворов, душ мужского пола 208, а женского — 264. С 1891 года в доме псаломщика была открыта школа грамотности.
В конце XIX — начале XX века село входило в состав Горкинской волости Юрьевского уезда.
С 1929 года деревня входила в состав Фроловского сельсовета Юрьев-Польского района, с 1965 года — в составе Косинского сельсовета.

## Население
| 1859 | 1905 | 2002 | 2010 | 2021 |
| ---- | ---- | ---- | ---- | ---- |
| 430  | ↗468 | ↘18  | ↘15  | ↘14  |

## Достопримечательности
В деревне находится действующая Церковь Иоанна Богослова (1833—1846).